# Classe Renown
A Classe Renown foi uma classe de cruzadores de batalha operada pela Marinha Real Britânica, composta pelo HMS Renown e HMS Repulse. Suas construções começaram em 1915 nos estaleiros da Fairfield Shipbuilding e John Brown & Company, foram lançados ao mar em 1916 e comissionados ainda no mesmo ano. Foram originalmente concebidos como couraçados da Classe Revenge, porém suas construções foram canceladas com o início da Primeira Guerra Mundial. O almirante John Fisher, o Primeiro Lorde do Mar, conseguiu aprovação para iniciar suas obras como cruzadores de batalha que poderiam ser construídos rapidamente com os materiais já encomendados.
Os cruzadores de batalha da Classe Renown eram armados com uma bateria principal composta por seis canhões de 381 milímetros montados em três torres de artilharia duplas. Tinham um comprimento de fora a fora de 242 metros, uma boca de 27 metros, um calado de oito metros e um deslocamento carregado de mais de 32 mil toneladas. Seus sistemas de propulsão eram compostos por 42 caldeiras a óleo combustível que alimentavam dois conjuntos de turbinas a vapor, que por sua vez giravam quatro hélices até uma velocidade máxima de 32 nós (59 quilômetros por hora). Os navios também eram protegidos por um cinturão principal de blindagem com 76 a 152 milímetros de espessura.
O Repulse foi o único a entrar em ação na guerra, participando no final de 1917 da Segunda Batalha da Angra da Heligolândia. Eles continuaram servindo após a conflito e ocuparam-se principalmente de exercícios de rotina e viagens diplomáticas internacionais. O Renown muitas vezes transportou membros da família real britânica nessas viagens, enquanto o Repulse realizou uma viagem ao redor do mundo entre 1923 e 1924. Os dois passaram por duas grandes reconstruções, primeiro na década de 1920 e depois na década de 1930, que reforçaram suas blindagens e reformularam seus armamentos, dentre outras modificações. Entretanto, aquela feita no Renown foi muito mais ampla.
Ambos serviram na Segunda Guerra Mundial a partir de 1939, dando apoio em meados de 1940 para a Campanha da Noruega. O Repulse foi enviado no final de 1941 para o Sudeste Asiático, sendo afundado próximo da Malásia em dezembro por ataques aéreos japoneses. O Renown passou boa parte dos primeiros anos do conflito escoltando comboios no Mar Mediterrâneo, mas participou em 1940 da Batalha do Cabo Spartivento e em 1942 da invasão do Norte da África. Foi transferido em 1944 para o Oceano Índico, onde realizou várias operações contra forças japonesas. Voltou para casa em 1945 e foi descomissionado depois do fim da guerra na Europa, sendo desmontado em 1948.

## Desenvolvimento

### Couraçados
O Programa Naval de 1914 previa a construção de três novos couraçados da Classe Revenge com projeto aprimorado, que seriam chamados de Renown, Repulse e Resistance. Também previa a construção de mais um couraçado da Classe Queen Elizabeth chamado Agincourt. O Resistance e Agincourt seriam construídos em estaleiros estatais, enquanto o Renown seria construído pela Fairfield e o Repulse pela Palmers. O projeto foi aprovado em 13 de maio de 1914 e os melhoramentos em relação aos primeiros membros da Classe Revenge incluíam anteparas mais espessas, uma torre de controle de torpedos ampliada, uma torre de comando ampliada com blindagem rearranjada, uma posição de observação protegida na proa, aumento da largura da quilha para uma estrutura mais rígida à meia-nau e aumento nocarregamento de projéteis da bateria principal.
Essas alterações pouco alterariam o tamanho das embarcações em comparação com seus predecessores, exceto pela redução do calado para 8,7 metros, que seria 45,7 centímetros menor que aquele dos navios mais antigos. Entretanto, eles seriam dois nós (3,7 quilômetros por hora) mais lentos ejá que seus motores teriam uma potência indicada de apenas 31,3 cavalos-vapor (23 mil quilowatts), enquanto seus predecessores tinham 40,8 mil cavalos-vapor (trinta mil quilowatts).
Os trabalhos nos quatro couraçados foram suspensos depois do início da Primeira Guerra Mundial em agosto de 1914, com aqueles que seriam construídos em estaleiros estatais sendo cancelados no dia 26, pois acreditava-se que não poderiam ser finalizados antes do fim da guerra. O almirante lorde John Fisher, 1º Barão Fisher, voltou ao posto de Primeiro Lorde do Mar em outubro e começou a pressionar Winston Churchill, o Primeiro Lorde do Almirantado, para que lhe deixasse converter os contratos suspensos do Renown e Repulse em uma nova classe de cruzadores de batalha capazes de alcançar 32 nós (59 quilômetros por hora). Churchill argumentou que suas construções iriam interferir com outros programas de construção, absorver muitos recursos e não ficariam prontos em tempo. Fisher contra-argumentou que poderia manter o tempo de construção no mínimo como havia feito com o couraçado HMS Dreadnought ao usar o máximo possível materiais que já tinham sido encomendados. Churchill só foi ser convencido depois das experiências na Batalha da Angra da Heligolândia em agosto e Batalha das Malvinas em dezembro, que demonstraram que alta velocidade e poderio de fogo eram combinações poderosas e confirmavam a crença de longa data de Fisher da viabilidade dos cruzadores de batalha. Isto, mais pressão do almirante sir John Jellicoe, o comandante da Grande Frota, e do vice-almirante David Beatty, comandante da Força de Cruzadores de Batalha, finalmente fizeram Churchill ceder e o Gabinete autorizou a construção em 28 de dezembro.

### Cruzadores de batalha
Fisher apresentou ao Diretor de Construção Naval em 18 de dezembro suas exigências para os novos navios, antes mesmo deles terem sido aprovados. Ele queria que tivessem uma proa longa, alta e angulada como a do couraçado pré-dreadnought HMS Renown mas mais alta, armamento principal de quatro canhões de 381 milímetros em torres de artilharia duplas, um armamento contra barcos torpedeiros de vinte canhões de 102 milímetros instalado alto nos navios e protegidos apenas por escudos, uma velocidade de 32 nós usando óleo combustível e uma blindagem na escala da Classe Indefatigable. Entretanto, apenas dias depois Fisher aumentou o número de armas principais para seis e adicionou dois tubos de torpedo. Pequenas revisões das estimativas iniciais foram feitas até 26 de dezembro e o trabalho preliminar de projeto terminou quatro dias depois.
O departamento do Diretor de Construção Naval examinou durante a semana seguinte os materiais que tinham sido entregues para os dois couraçados e decidiu que poderiam ser usados no novo projeto, com o contrato de construção do Repulse sendo transferido da Palmers para a John Brown & Company porque a primeira não tinha uma rampa de lançamento longa o bastante para acomodar a nova embarcação. O material foi transferido para a John Brown e esta e a Fairfield receberam informações suficientes para que o batimento de quilha de ambos os cruzadores de batalha ocorresse em 25 de janeiro de 1915, muito antes dos contratos alterados terem sido finalizados em 10 de março.

## Projeto

### Características

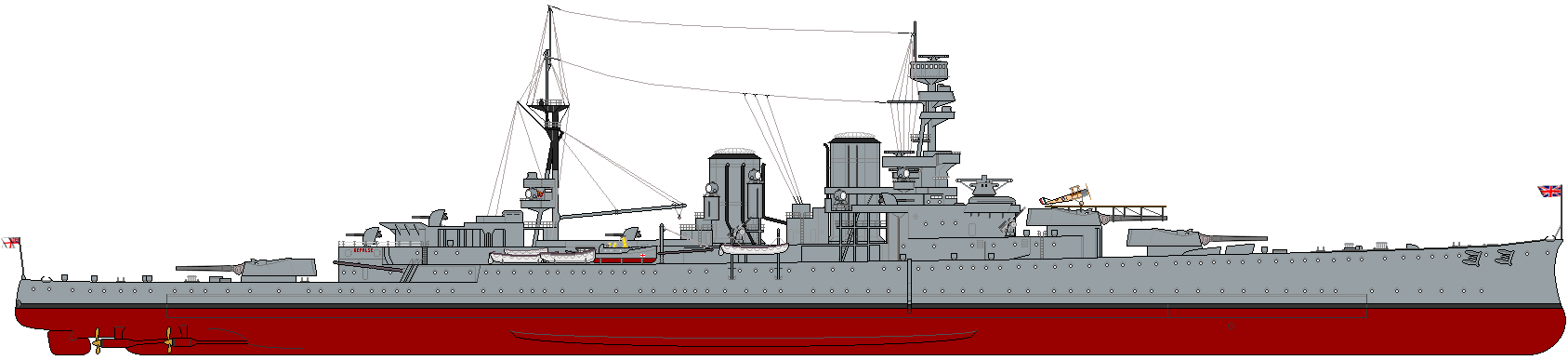
Desenho do Repulse em 1919

Os navios da Classe Renown tinham 242 metros de comprimento de fora a fora, uma boca de 27,5 metros e um calado máximo de 9,2 metros. Tinha um deslocamento padrão de 27 760 toneladas e um deslocamento carregado de 32 740 toneladas. Eram 27,4 metros mais compridos do que o predecessor HMS Tiger, mas tinham 2 820 toneladas a menos de deslocamento carregado. Eram considerados navios de boa navegabilidade, mas precisaram ser reforçados durante a construção com endurecedores e pilares adicionais sob o convés do castelo de proa com o objetivo de sanar pequenos problemas estruturais à vante. Tinham uma altura metacêntrica de 1,9 metro em deslocamento carregado e foram construídos com um fundo duplo completo.
O plano original era para o sistema de propulsão fosse leve e com uma potência de 111,5 mil cavalos-vapor (82 mil quilowatts), mas isto exigiria tempo considerável para que o projeto fosse finalizado. Consequentemente, em vez de arriscar o atraso na finalização, os maquinários do Tiger foram duplicados com a adição de mais três caldeiras a fim de produzir o vapor necessário para alcançarem a velocidade estipulada. Os dois navios foram equipados com dois conjuntos de turbinas a vapor Brown-Curtis em salas de máquinas separadas. Cada conjunto era composto por uma turbina de alta pressão à vante e ré girando as hélices externas e uma turbina de baixa pressão à vante girando as hélices internas. Cada hélice tinha três lâminas e 4,11 metros de diâmetro. O vapor para as turbinas vinha de 42 caldeiras de tubos d'água Babcock & Wilcox divididas em seis salas de caldeiras, cada caldeira funcionando a uma pressão de 1 620 quilopascais (dezessete quilogramas-força por centímetro quadrado). Todo o sistema foi projetado para uma potência indicada de 114,2 mil cavalos-vapor (84 mil quilowatts), mas o Renown alcançou 127 783 cavalos-vapor (93 858 quilowatts) para uma velocidade máxima de 32,58 nós (60,34 quilômetros por hora) durante seus testes marítimos. Foram os navios capitais mais rápidos do mundo até o comissionamento do sucessor HMS Hood em 1920.
As embarcações da Classe Renown foram projetadas para carregar normalmente mil toneladas de óleo combustível, mas o carregamento máximo poderia ser de 4 358 toneladas. Isto possibilitava uma autonomia de quatro mil milhas náuticas (7 410 quilômetros) a dezoito nós (33 quilômetros por hora). A energia elétrica era produzida por dois dínamos a vapor de duzentos quilowatts, um dínamo a óleo combustível de 150 quilowatts e um dínamo a turbina de duzentos quilowatts para um circuito de 220 volts.

### Armamento

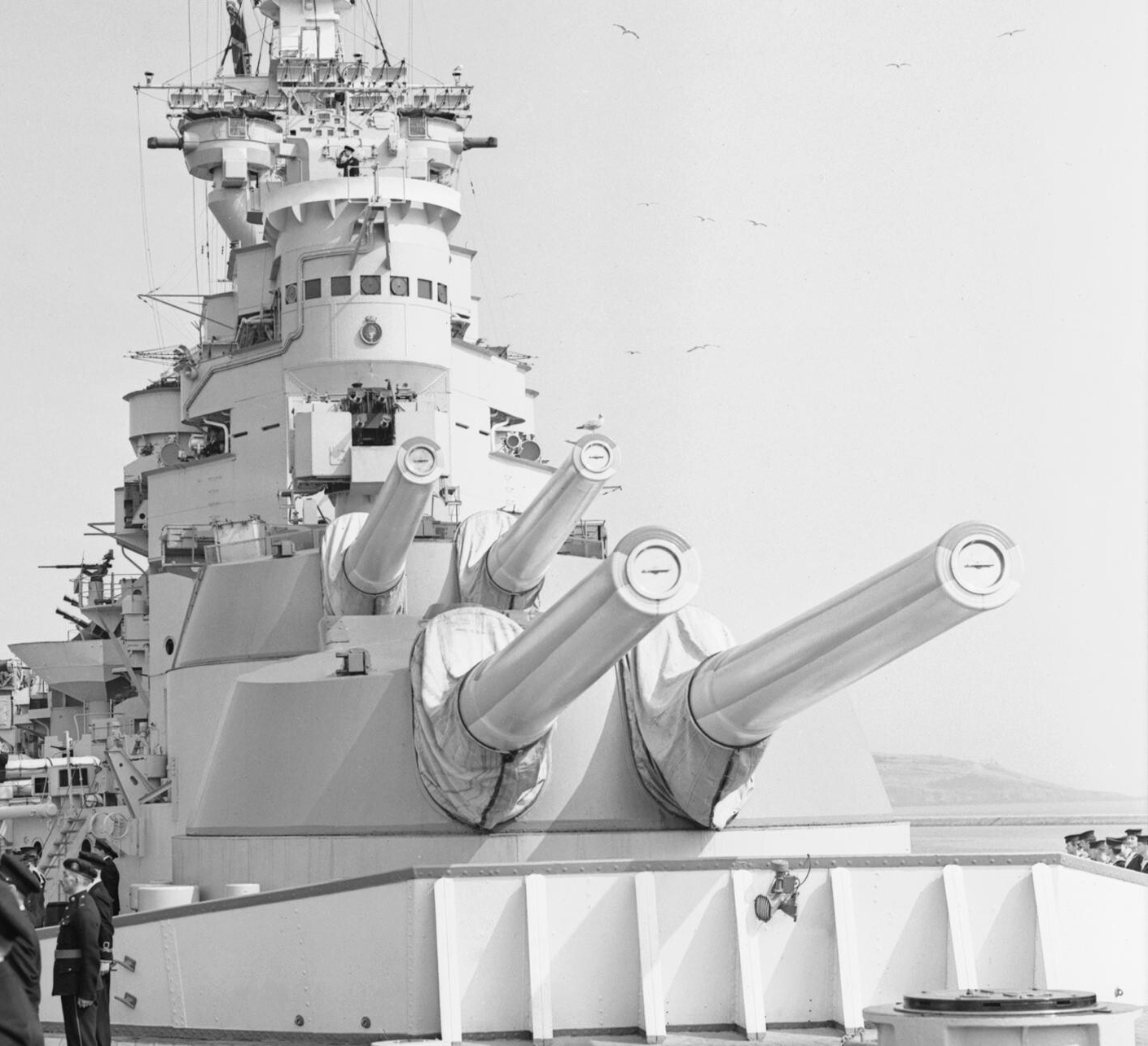
As duas torres de artilharia de vante do Renown

Os cruzadores de batalha da Classe Renown era armada com uma bateria principal de seis canhões Marco I calibre 42 de 381 milímetros montados em três torres de artilharia duplas movidas hidraulicamente, designadas "A", "B" e "Y". As armas podiam abaixar até três graus negativos e elevar até vinte graus, podendo ser recarregadas em qualquer ângulo, porém recarregar em ângulos elevados reduzia a cadência de tiro pela demora em retornar a uma posição de disparo. Cada canhão tinha um carregamento de 120 projéteis. Estes pesavam 866 quilogramas e eram disparados a uma velocidade de saída de 785 metros por segundo, tendo um alcance máximo de 21,7 quilômetros.
O armamento secundário tinha dezessete canhões Marco IX calibre 45 de 102 milímetros em cinco montagens triplas e dois montagens únicas. Era movidas manualmente e exigiam grande esforço, necessitando de 32 tripulantes para carregar e mover uma montagem tripla. A cadência de tiro era de dez a doze disparos por minuto pois os recarregadores ficavam no caminho. Podiam abaixar até dez graus negativos e elevar até trinta graus. Disparavam projéteis altamente explosivos de catorze quilogramas a uma velocidade de saída de oitocentos metros por segundo. Em elevação máxima tinham um alcance de 12,3 quilômetros. Cada arma tinha um carregamento de duzentos projéteis.
Cada navio também foi equipado com dois canhões antiaéreos de 76 milímetros em montagens de ângulos elevados. Estas ficavam no convés superior ao lado da segunda chaminé. Cada arma podia abaixar até dez graus e elevar até noventa. Disparavam projéteis de 5,7 quilogramas a uma velocidade de saída de 760 metros por segundo e com uma cadência de tiro de doze a catorze disparos por minuto. Tinham um teto eficaz de disparo de 7,2 quilômetros. Cada embarcação também era equipada com dois tubos de torpedo submersos de 533 milímetros à vante da primeira barbeta e tinham um carregamento de dez torpedos.

#### Controle de disparo

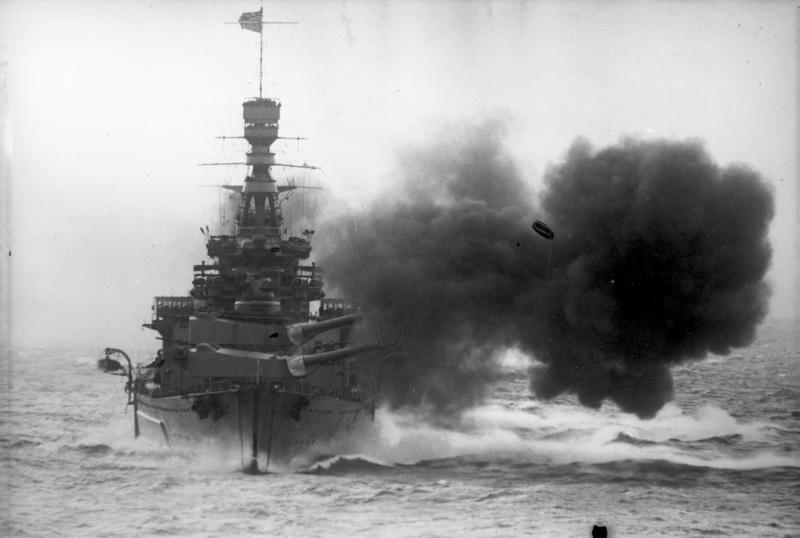
O Repulse disparando seus canhões principais em 1929

Os canhões principais da Classe Renown eram controlados por um de dois diretórios de controle de disparo. O diretório principal ficava acima da torre de comando em uma cobertura blindada, enquanto o diretório secundário ficava na gávea no alto do mastro do traquete. Dados de um telêmetro instalado na cobertura blindada eram colocados em uma Mesa de Controle de Disparo Dreyer Marco IV* localizada na Estação de Transmissão dentro do navio, onde eram convertidos em informações de distância e deflexão para uso dos canhões. Os dados do alvo também eram registrados graficamente em uma mesa de plotagem a fim de auxiliar o oficial de artilharia na previsão dos movimentos do alvo. Cada torre de artilharia principal também era equipada com um telêmetro de 4,6 metros em um abrigo blindado no teto. O armamento secundário era controlado por diretórios montados em plataformas nos dois mastros.
O número de telêmetros depois aumentou. O Renown em 1918 tinha dois telêmetros de 9,1 metros, um na terceira torre de artilharia e outro na cobertura blindada acima da torre de comando. Telêmetros de 4,6 metros foram colocados na torre de controle de torpedos ao lado do mastro do grande e na cobertura blindada. A gávea foi equipada com um telêmetro de 3,7 metros, enquanto a bateria antiaérea era controlada por um único telêmetro de 1,98 metro instalado na superestrutura de ré. Dois telêmetros de 2,7 metros foram colocados na ponte de comando.

### Blindagem
O cinturão principal de blindagem era feito de aço cimentado Krupp de 152 milímetros de espessura à meia-nau. Começava no meio da primeira barbeta e terminava no meio da última barbeta, tendo um comprimento de 140,8 metros e com 2,7 metros de altura. Uma camada de 76 milímetros continuava à vante do cinturão, enquanto uma camada de 102 milímetros continuava à ré, porém nenhuma chegava na proa ou na popa. Essas camadas eram fechadas por anteparas transversais de mesma espessura. Acima do cinturão pela maior parte de seu comprimento havia um cinturão superior de 38 milímetros feito de aço de alta resistência como uma proteção contra estilhaços.
As torres de artilharia tinham frentes e laterais de 229 milímetros, traseiras de 178 milímetros e tetos de 108 milímetros. Ficavam em cima de barbetas protegidas por blindagem de 178 milímetros acima do convés principal, afinando-se para 102 a 127 milímetros abaixo. As laterais da torre de comando tinham 254 milímetros e um teto de 76 milímetros, mesma espessura das paredes dos tubos de comunicação. A torre de controle de torpedos tinha laterais de 76 milímetros e um teto de 38 milímetros de aço forjado.
Os conveses blindados eram feitos de aço de alta resistência e foram originalmente projetados para terem de dezenove a 38 milímetros de espessura. Entretanto, após a Batalha da Jutlândia em 1916, travada enquanto os dois navios ainda estavam em construção, 25 milímetros a mais de aço de alta resistência foram adicionados ao convés principal sobre os depósitos de munição. Mesmo com estas adições, os britânicos ainda consideravam que as embarcações ainda eram muito vulneráveis a disparos em mergulho, então receberam blindagem horizontal adicional pesando aproximadamente 512 toneladas nas áreas sobre os depósitos de munição e equipamentos de direção.
Os cruzadores de batalha da Classe Renown foram equipados com protuberâncias antitorpedos rasas integrais aos seus cascos que tinham a intenção de detonar o torpedo antes que ele pudesse atingir o próprio casco e direcionar a explosão para a superfície em vez de para o navio. Entretanto, testes posteriores revelaram que o sistema não era profundo o bastante para ser eficaz e carecia das camadas de compartimentos vazios e preenchidos necessários para absorvem a força da explosão.

## Navios
| Navio   | Construtor                             | Batimento             | Lançamento           | Comissionamento        | Destino                            |
| ------- | -------------------------------------- | --------------------- | -------------------- | ---------------------- | ---------------------------------- |
| Renown  | Fairfield Shipbuilding and Engineering | 25 de janeiro de 1915 | 4 de março de 1916   | 20 de setembro de 1916 | Desmontado em 1948                 |
| Repulse | John Brown & Company                   | 25 de janeiro de 1915 | 8 de janeiro de 1916 | 18 de agosto de 1916   | Afundado em 10 de dezembro de 1941 |

## Carreiras

### Primeira Guerra Mundial

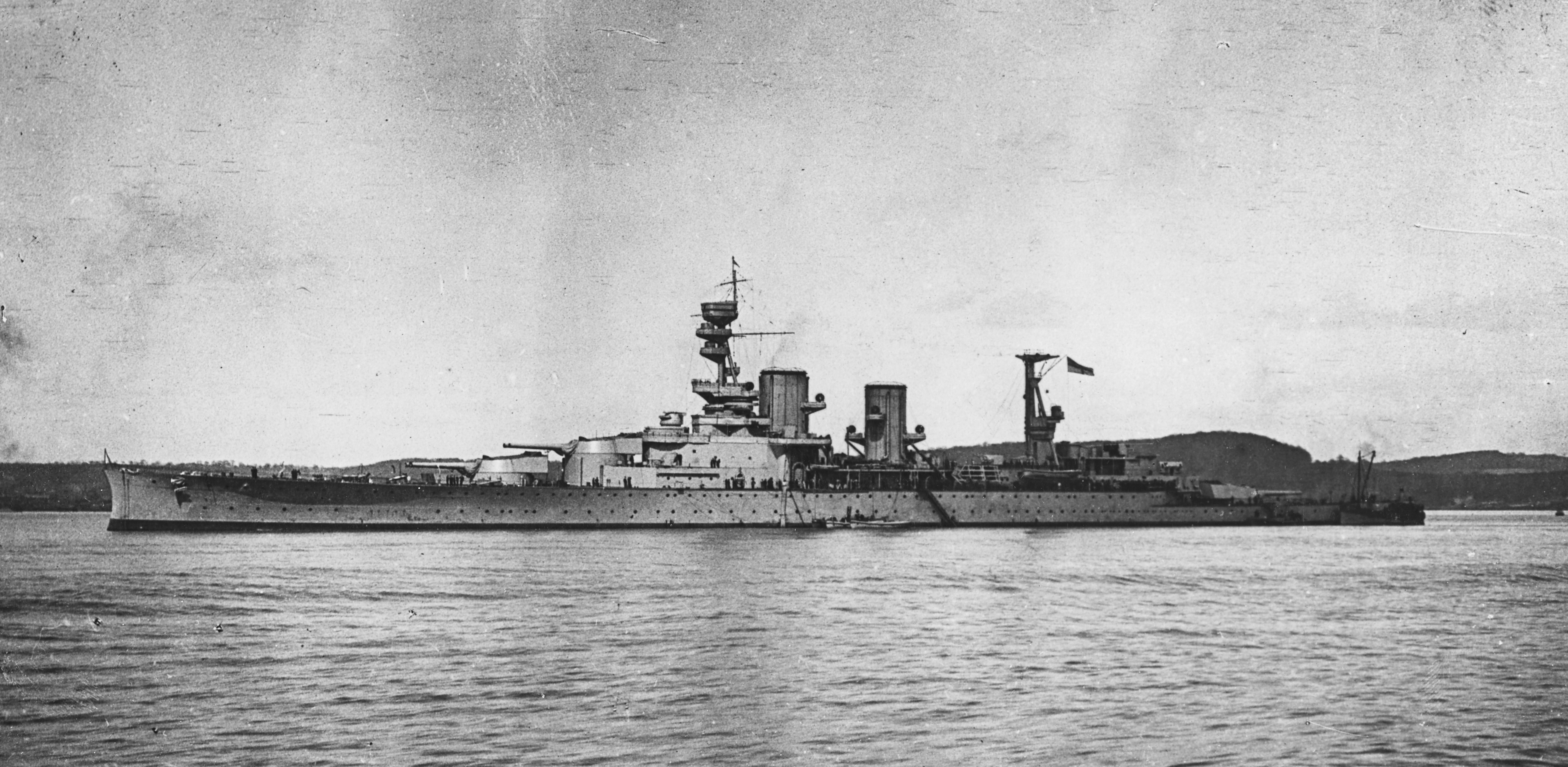
O Repulse c. 1917

Os dois navios passaram a maior parte de 1916 e 1917 em estaleiros ou em patrulhas pelo Mar do Norte. Durante todo seu serviço na guerra integraram a 1ª Esquadra de Cruzadores de Batalha. O Repulse substituiu o HMS Lion como capitânia da formação.
O Almirantado ficou preocupado em 1917 sobre esforços alemães no Mar do Norte de abrirem caminhos pelos campos minados que restringiam as ações da Frota de Alto-Mar e submarinos alemães. Uma incursão preliminar em 31 de outubro destruiu dez embarcações pequenas, com o Almirantado decidindo lançar uma operação maior para destruir os draga-minas e seus cruzadores rápidos de escolta. Foi decidido em 17 de novembro de 1917 alocar para a operação duas esquadras de cruzadores rápidos, a 1ª Esquadra de Cruzadores e a 1ª Esquadra de Cruzadores de Batalha, exceto o Renown, mais os couraçados da 1ª Esquadra de Batalha como cobertura.
A força alemã era composta por quatro cruzadores rápidos da II Força de Reconhecimento, oito barcos torpedeiros, três divisões de draga-minas e dez traineiras. Eles foram avistados às 7h30min UTC, suas silhuetas expostas pelo nascer do Sol. O cruzador de batalha HMS Courageous e o cruzador rápido HMS Cardiff abriram fogo sete minutos depois. Os alemães responderam lançando uma cortina de fumaça e se escondendo. Os britânicos continuaram em perseguição, mas perderam de vista a maioria das embarcações menores no meio da fumaça e acabaram concentrando seus disparos quando possíveis nos cruzadores rápidos. O Repulse foi destacado e avançou em velocidade máxima para enfrentar os inimigos. Abriu fogo por volta das 9h00min, acertando uma única vez o cruzador rápido SMS Königsberg. Os couraçados alemães SMS Kaiser e SMS Kaiserin foram avistados por volta das 9h50min, com os britânicos encerrando a perseguição e o Repulse dando cobertura para a retirada, auxiliado às 10h40min por uma neblina.
O Renown foi para o mar junto com outros elementos da frota em 12 de dezembro de 1917 para uma tentativa fracassada de interceptar uma flotilha de contratorpedeiros alemães que tinha afundado um comboio e a maior parte de suas escoltas próximo do litoral da Noruega. Pelo restante da guerra os dois navios fizeram patrulhas sem incidentes pelo Mar do Norte. O Renown e o Repulse estiveram presentes em 21 de novembro de 1918 quando a Frota de Alto-Mar se rendeu e foi internada em Scapa Flow.

### Entreguerras

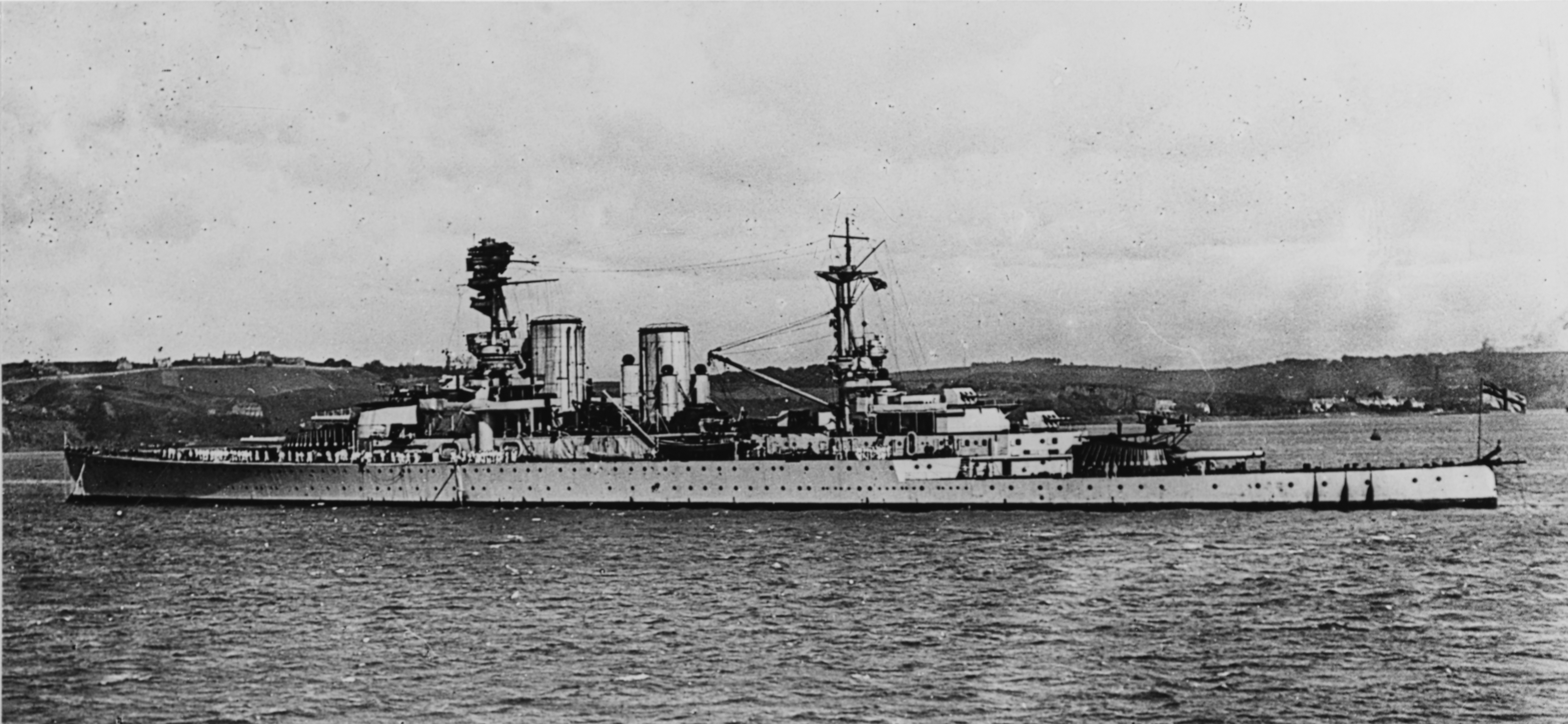
O Renown em 1918

Uma grande reforma foi iniciada no Repulse em Portsmouth em 17 de dezembro de 1918. O cinturão original foi colocado entre os conveses principal e superior, acima do novo cinturão. Placas blindadas adicionais foram colocadas nos conveses sobre os depósitos de munição. As protuberâncias antitorpedo foram aprofundadas e retrabalhadas. Elas cobriam o casco desde a sala de torpedos submersa até a terceira torre de artilharia, tendo adicionado 3,9 metros de boca e quarenta centímetros de calado. Essa reforma aumentou seu deslocamento em 4,6 mil toneladas e elevou sua altura metacêntrica em dois metros quando em deslocamento carregado. Três telêmetros de 9,1 metros também foram instalados, assim como oito tubos de torpedo em montagens duplas no convés superior. As plataformas de hidroaviões que tinham sido instaladas em 1917 em cima da segunda e terceira torres de artilharia foram removidas.
A Grande Frota, a principal formação britânica durante a guerra, foi desfeita em abril de 1919 e o Renown foi transferido para a Frota do Atlântico. Passou por reformas em junho em preparação para uma viagem que Eduardo, Príncipe de Gales, faria para o Canadá, Terra Nova e Estados Unidos, com as plataformas de lançamento de aeronaves instaladas na segunda e terceira torres de artilharia sendo removidas. O  navio passou por mais reformas de janeiro a março de 1920 para atuar melhor como "iate real". Sua montagem de ré de 102 milímetros e seus canhões antiaéreos foram removidos para que acomodações extras e um convés de passeio fossem construídos. Dois grandes abrigos também foram construídos entre as chaminés no convés superior. O de bombordo tinha uma quadra de squash, enquanto o de estibordo um cinema. O Renown partiu em março para a Austrália e Nova Zelândia com Eduardo, fazendo várias paradas no caminho. Voltou ao Reino Unido em outubro e foi colocado na reserva no mês seguinte.

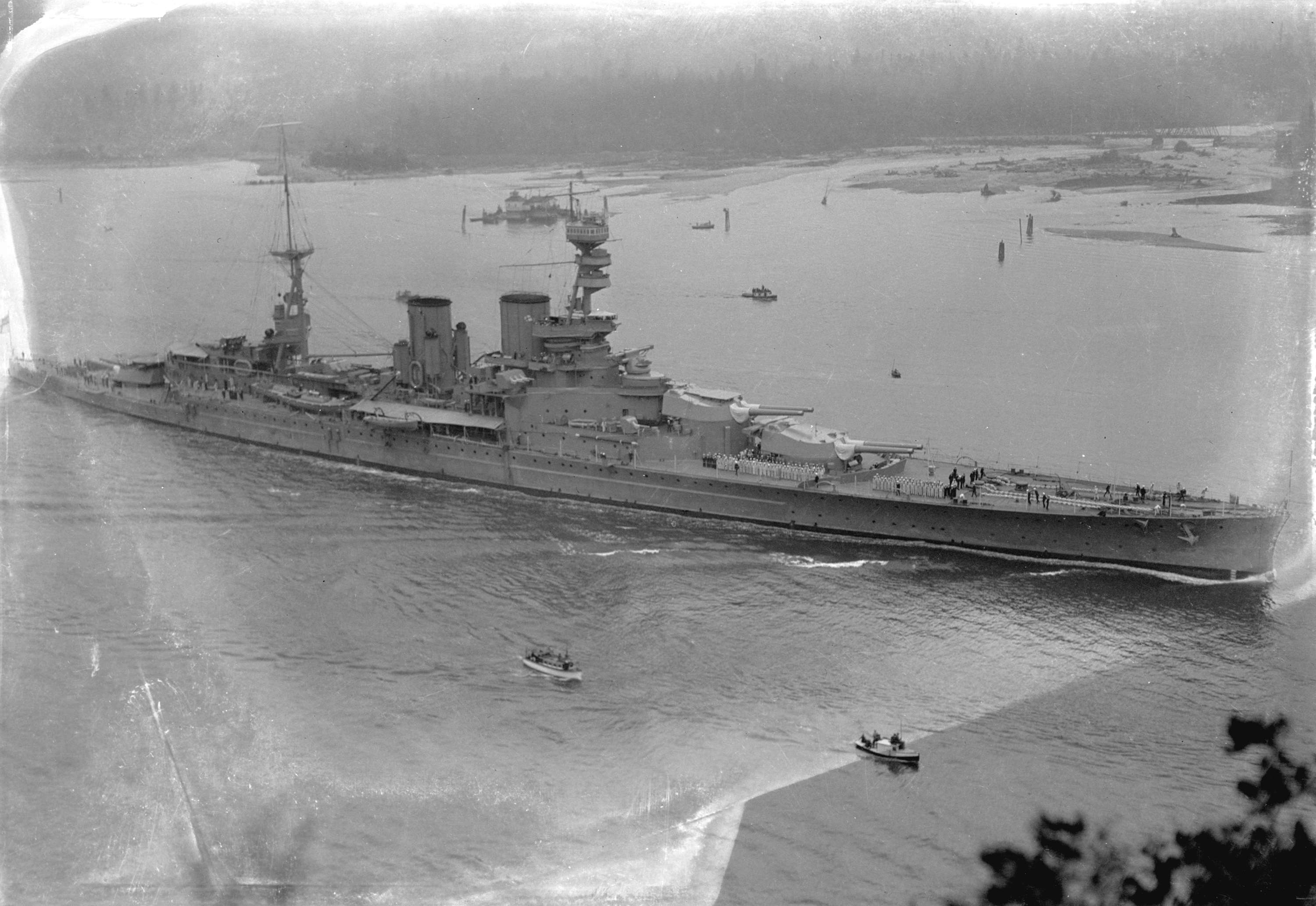
O Repulse entrando no porto de Vancouver em 25 de junho de 1924

O Renown foi recomissionado em setembro de 1921, desta vez para levar o Príncipe de Gales para a Índia, Filipinas e Japão, partindo em outubro. Retornou para casa em junho de 1922 e colocado na reserva no mês seguinte. Iniciou no mesmo mês uma reconstrução que seguiu as mesmas linhas gerais do que havia sido feito no Repulse, porém as experiências deste foram levadas em conta. O cinturão principal foi removido e um novo cinturão de 229 milímetros de espessura foi instalado usando as placas que haviam sobrado do Almirante Cochrane e também placas novas, mas foi colocado noventa centímetros mais alto do que havia sido feito no Repulse para compensar qualquer aumento de calado; tinha 229 milímetros no topo e 51 milímetros embaixo. A blindagem do convés foi reforçada nas áreas das salas de máquinas e depósitos de munição. Duas anteparas longitudinais foram adicionadas entre o convés superior e principal correndo da base da torre de comando até as salas das caldeiras. As protuberâncias antitorpedo foram reformuladas baseadas naquelas dos couraçados da Classe Queen Elizabeth. A montagem de ré de 102 milímetros foi substituída, a plataforma de hidroaviões foi restaurada na segunda torre de artilharia e uma posição de controle de ângulo elevado foi instalada na gávea. Seus três canhões antiaéreos e as montagens únicas de 102 milímetros foram removidas em favor de quatro canhões antiaéreos Marco V de 102 milímetros. Essa reconstrução aumentou seu deslocamento em 3,6 mil toneladas e o calado em 76 milímetros.
O Repulse foi recomissionado em 1º de janeiro de 1921 e colocado na Esquadra de Cruzadores de Batalha. Ele, o Hood e vários cruzadores rápidos partiram em novembro de 1923 para uma viagem ao redor do mundo, retornando em setembro de 1924. Pouco depois seus dois canhões antiaéreos de 76 milímetros e as montagens únicas de 102 milímetros foram removidas e substituídas por quatro canhões antiaéreos Marco V de 102 milímetros. A Esquadra de Cruzadores de Batalha visitou Lisboa em Portugal em fevereiro de 1925 a fim de participar de celebrações em homenagem a Vasco da Gama, continuando então para o Mar Mediterrâneo para participarem de exercícios. Uma quadra de squash foi adicionada à estibordo das chaminés, assim como uma sauna e banhos no tombadilho para uma viagem de Eduardo para a África e América do Sul, que ocorreu entre março e outubro. Passou por reformas entre novembro de 1925 e julho de 1926, com uma posição de controle de ângulo elevado sendo adicionada no alto da sua gávea.

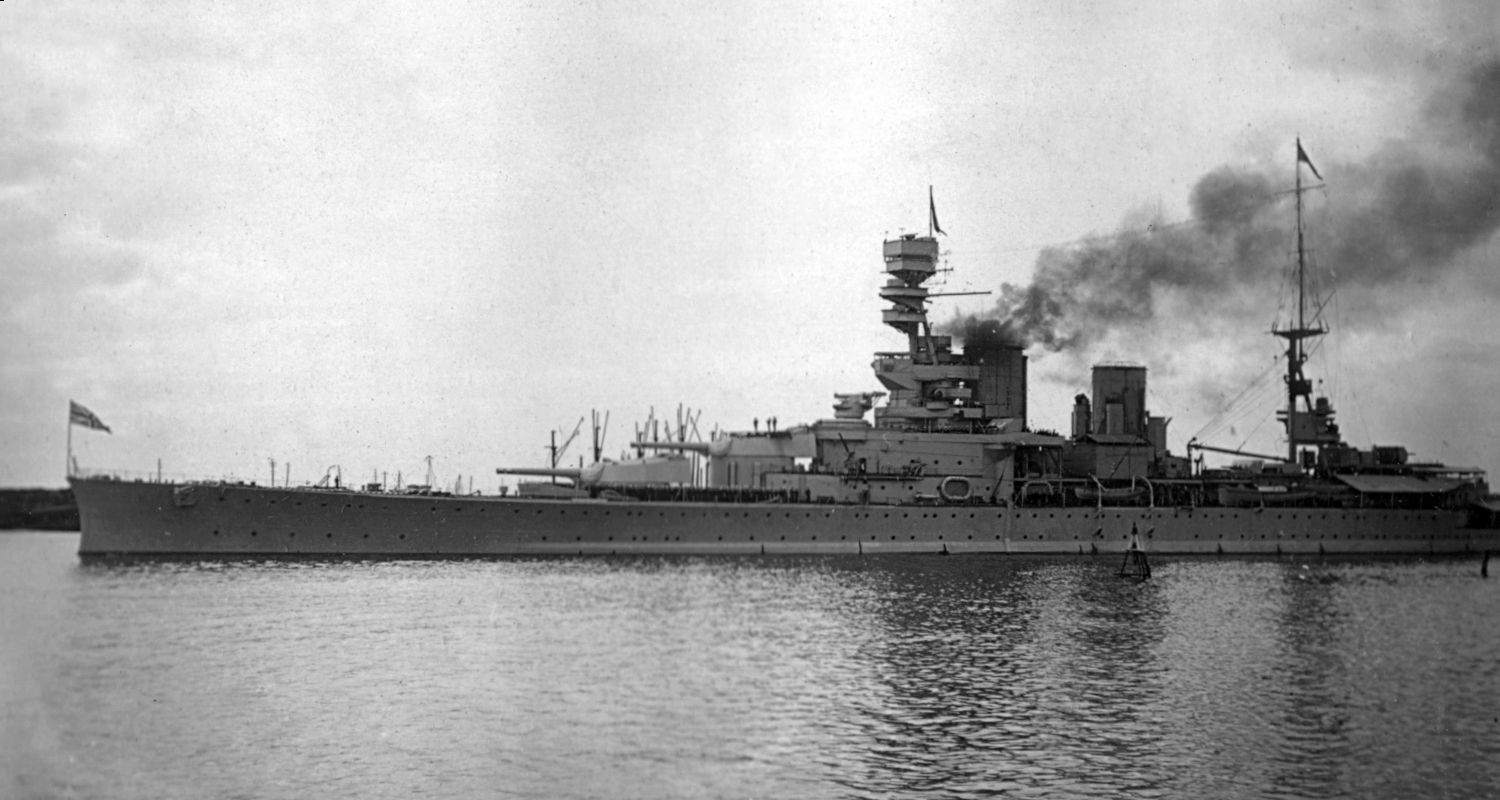
O Renown em 24 de maio de 1927 em Fremantle na Austrália

A reconstrução do Renown terminou em setembro de 1926 e entre janeiro e julho de 1927 transportou o príncipe Alberto, Duque de Iorque, e sua esposa Isabel, Duquesa de Iorque, para uma viagem oficial à Austrália. Foi a capitânia da Esquadra de Cruzadores de Batalha de 1929 a 1931, deixando a função para passar por outra uma reforma. Um sistema de controle de ângulo elevado Marco I foi equipado com um diretório no alto da gávea substituindo o antigo telêmetro, enquanto a plataforma da torre de comando foi ampliada para acomodar duas montagens óctuplas Marco V do canhão Marco VIII de 40 milímetros. Entretanto, apenas uma montagem estava disponível inicialmente junto com seu diretório de controle de disparo, com estes sendo instalados a estibordo.  Sua montagem de 102 milímetros de meia-nau foi removida para dar espaço para uma catapulta de aeronaves, porém está só foi ser instalada em 1933. O canhão de 40 milímetros que faltava foi instalado neste mesmo ano, porém sem seu diretório. A plataforma de aeronaves foi removida definitivamente e a embarcação passou a levar um hidroavião Fairey III para operações de reconhecimento aéreo.

#### Modernizações
O Repulse foi tirado de serviço em junho de 1932 para mais uma reconstrução, esta começando em abril de 1933. A maior parte da blindagem horizontal foi substituída por placas com 64 a 89 milímetros de espessura. Uma catapulta fixa de hidroaviões foi instalada à meia-nau e hangares construídos nas laterais da segunda chaminé para dois hidroaviões Fairey III. Guindastes elétricos foram montados acima de cada hangar para lidar com os hidroaviões. Os canhões antiaéreos de 102 milímetros foram transferidos para novas posições, com quatro canhões protótipos de duplo-propósito Marco XV de 102 milímetros adicionados em montagens duplas Marco XVIII nas laterais do mastro principal. Duas montagens óctuplas de canhões Marco VI de 40 milímetros foram colocadas em extensões da plataforma da torre de comando nas laterais da primeira chaminé. Acima ficavam montagens Marco II* de metralhadoras Vickers Marco III. O Repulse também recebeu dois diretórios antiaéreos de sistema de controle de ângulo elevado, um Marco II na gávea e outro Marco I* em um pedestal acima da superestrutura de ré. Seus tubos de torpedo foram removidos e os espaços transformados em depósitos.

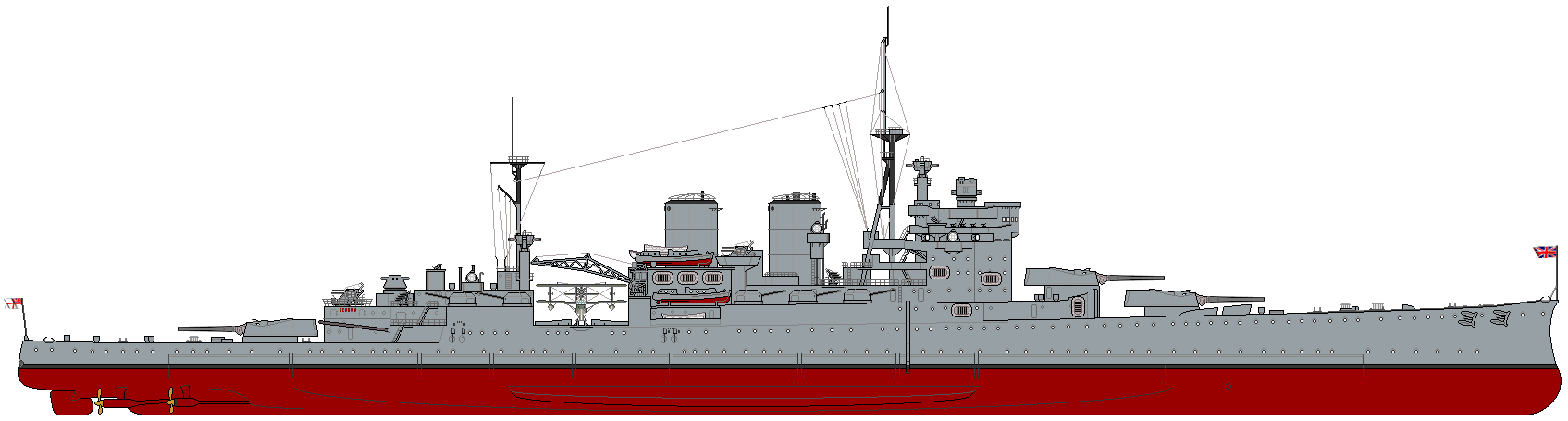
Desenho do Renown pós-reconstrução

O Renown começou sua própria reconstrução em setembro de 1936, baseada naquela do couraçado HMS Warspite. Sua superestrutura e chaminés foram demolidas até o convés superior, seus mastros removidos, assim como seus armamentos secundários. Uma grande superestrutura de torre à prova de estilhaços foi construída, tendo no topo uma torre de controle de disparo para o armamento principal e dois diretórios de sistema de controle de ângulo elevado Marco IV. A cobertura blindada que ficava à vante da torre de comando foi transferida para ré da superestrutura. Os motores foram substituídos por novas turbinas a vapor Parsons, enquanto as caldeiras foram removidas em favor de oito modelos Admiralty de três tambores. Isto economizou 2,8 mil toneladas e permitiu que as duas salas das caldeiras de vante fossem convertidas em depósitos de munição e outros usos. A proteção do convés foi melhorada com a adição de blindagem não-cimentada onde não tinha sido adicionada antes, protegendo os novos depósitos para os canhões de 114 milímetros. Hangares de hidroaviões foram construídos nas laterais da segunda chaminé, com uma catapulta instalada entre a chaminé e a superestrutura de ré.
As três torres de artilharia principais foram modificadas para o padrão Marco I (N), com sua elevação máxima sendo aumentada para trinta graus. Vinte canhões de duplo-propósito Marco III de 114 milímetros também foram instalados em dez torres de artilharia duplas. Seis destas torres ficavam ao lado da primeira chaminé, três de cada lado, enquanto as restantes ficavam junto ao mastro principal. Estas armas eram controladas por quatro diretórios Marco IV, dois instalados à ré da superestrutura de vante e os outros dois na superestrutura de ré. Eles proporcionavam dados para um computador analógico de um sistema de controle de ângulo elevado Marco IV e também para um relógio de controle de disparo Marco VII para alvos à curta-distância. Três montagens ócutuplas de canhões Marco VI de 40 milímetros também foram adicionadas, duas em plataformas entre as chaminés e a terceira na superestrutura de ré. Cada montagem tinha um diretório de controle de disparo Marco III*. Por fim, foram instaladas quatro montagens quádruplas de metralhadoras Vickers nas duas superestruturas. Os tubos de torpedo submersos foram removidos e substituídos por quatro tubos acima da linha de flutuação.
O Respulse foi designado para servir na Frota do Mediterrâneo ao retornar para o serviço em abril de 1936. Transportou no final do ano aproximadamente quinhentos refugiados de Valência e Palma de Maiorca na Espanha para Marselha na França, pouco depois do início da Guerra Civil Espanhola. O navio esteve presente em 20 de maio de 1937 durante a revista naval em celebração da coroação do rei Jorge VI. Foi enviado para Haifa na Palestina em julho de 1938 com o objetivo de manter a ordem durante uma grande revolta na região. O Repulse passou por reformas entre outubro de 1938 e março de 1939 para adaptá-lo como iate real a fim de transportar o rei e a rainha Isabel para uma visita ao Canadá. Os canhões antaéreos de 102 milímetros foram removidos e substituídos por mais dois canhões Marco V e mais duas montagens quádruplas de metralhadoras. Jorge e Isabel acabaram viajando a bordo do transatlântico canadense RMS Empress of Australia, com o Repulse os escoltando durante a primeira metade da viagem.

### Segunda Guerra Mundial

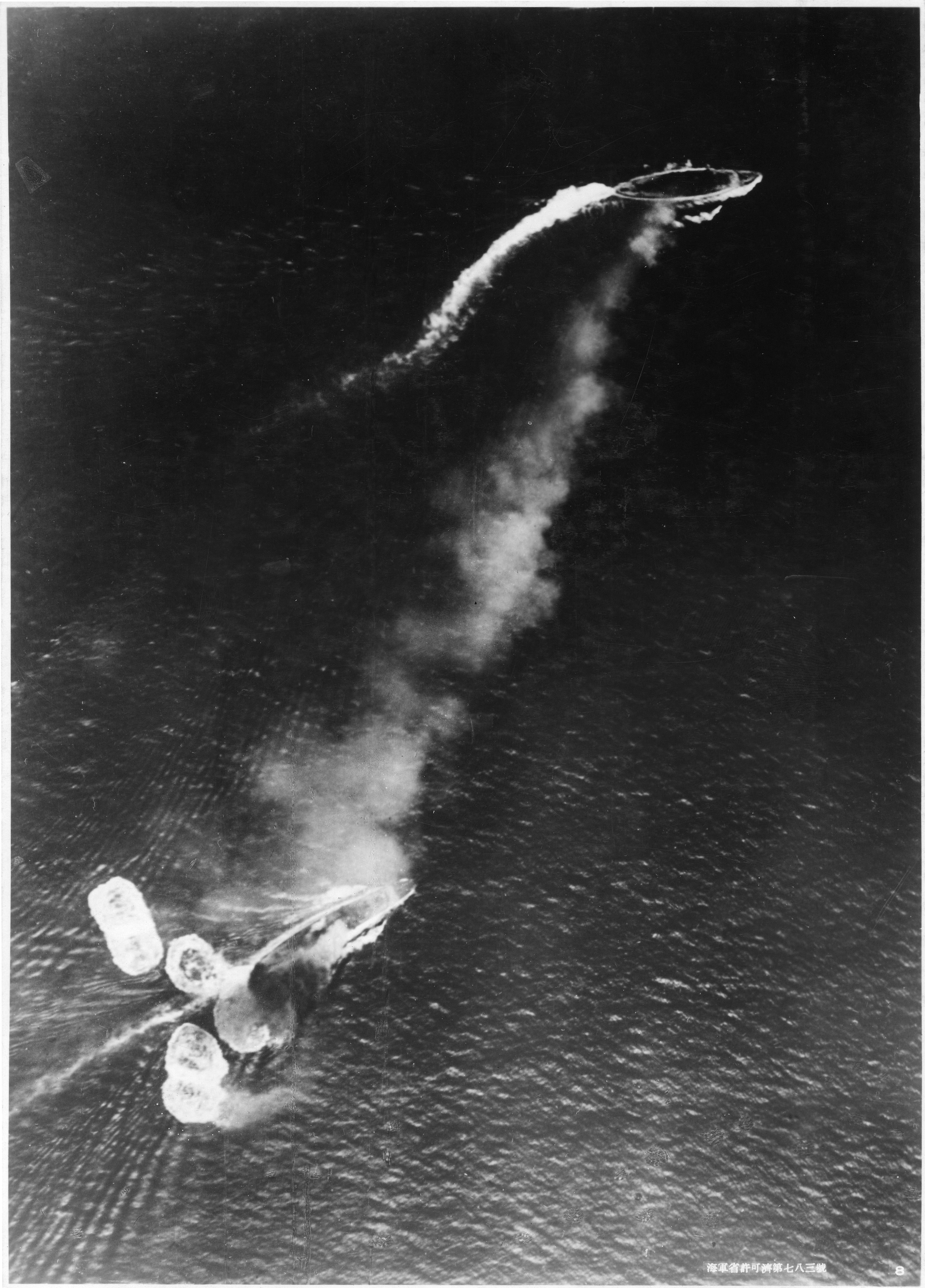
O Prince of Wales (cima) e Repulse (baixo) sendo atacados por aeronaves japonesas em 10 de dezembro de 1941

A Segunda Guerra Mundial começou em 1939 e o Repulse passou os primeiros meses em patrulhas no Mar do Norte próximo da Noruega à procura de embarcações alemãs e para aplicar o bloqueio da Alemanha. O navio foi transferido em outubro para Halifax no Canadá junto com o porta-aviões HMS Furious a fim de proteger comboios e procurar corsários alemães. Ele escoltou o comboio que transportou a maior parte da 1ª Divisão de Infantaria Canadense para o Reino Unido entre 10 e 23 de dezembro, retornando então para a Frota Doméstica. O navio foi designado para dar apoio para operações Aliadas durante a Campanha da Noruega entre abril e junho de 1940. O Repulse e o Renown tentaram sem sucesso interceptar em julho o couraçado alemão Gneisenau enquanto esteve viajava de Trondheim na Noruega de volta para a Alemanha. Depois disso ficou escoltando vários comboios e realizando procuras infrutíferas por navios alemães no Atlântico até maio de 1941. Ele foi destacado do Comboio WS8B em 22 de maio com o objetivo de ajudar nas buscas ao couraçado alemão Bismarck, porém precisou abandonar esta tarefa três dias depois porque estava ficando sem combustível. Passou por pequenas reformas entre junho e agosto. Escoltou um comboio de tropas ao redor do Cabo da Boa Esperança de agosto a outubro, sendo em seguida transferido para o Extremo Oriente.
Churchill, nesta época o primeiro-ministro do Reino Unido, decidiu no final de 1941 enviar um pequeno grupo de navios capitais com um porta-aviões para Singapura com o objetivo de dissuadir uma esperada agressão japonesa. O Repulse já estava na época no Oceano Índico e foi enviado em novembro para Colombo no Ceilão para se encontrar com o novo couraçado HMS Prince of Wales. A chegada do porta-aviões HMS Indomitable foi adiada porque ele encalhou no Caribe. O Repulse, Prince of Wales e contratorpedeiros formaram a Força Z, que chegou em Singapura em 2 de dezembro. Esta partiu no final do dia 8 com o objetivo de tentar destruir comboios de tropas japoneses seguindo para a Malásia e proteger os flancos litorâneos do Exército Britânico de desembarques japoneses na retaguarda. Foram avistados na tarde seguinte. O almirante sir Tom Phillips a bordo do Prince of Wales decidiu cancelar a operação, pois os japoneses estavam em alerta. A Força Z deu a volta durante a noite, mas foram avistados novamente na manhã do dia 10. Bombardeios japoneses apareceram quatro horas depois a atacaram, acertando o Repulse com uma bomba. A segunda onda era formada por torpedeiros que erraram o Repulse, mas acertaram o Prince of Wales. A terceira onda com bombardeiros errou o navio, mas a quarta com torpedeiros acertou o Repulse uma vez à meia-nau. A última onda acertou a embarcação com mais três torpedos e ele emborcou com 508 mortos entre oficiais e marinheiros.
O Renown foi recomissionado em 28 de agosto de 1939 e passou setembro patrulhando o Mar do Norte, sendo então transferido para o sul do Oceano Atlântico para ajudar nas buscas ao cruzador pesado alemão Admiral Graf Spee. No mês seguinte foi transferido para a Força H na África do Sul com o objetivo de impedir que a embarcação alemã deixasse o Atlântico, permanecendo na região até este ser afundado em dezembro. Deu suporte durante a Campanha da Noruega, brevemente enfrentando em 9 de abril os couraçados alemães Scharnhorst e Gneisenau. O navio britânico disparou primeiro, porém foi acertado por dois projéteis de 283 milímetros que causaram danos pequenos. Ele acertou o Gneisenau alguns minutos depois com um projétil de 381 milímetros e dois de 114 milímetros que incapacitaram seu diretório de controle de disparo e danificaram o telêmetro da primeira torre de artilharia. Os alemães eram mais rápidos em mares bravios e conseguiram encerrar o confronto depois de noventa minutos. Ficou sob reparos de 20 de abril a 18 de maio, em seguida dando cobertura para a retirada da Noruega no início de junho. Foi transferido de volta para a Força H em Gibraltar em agosto.

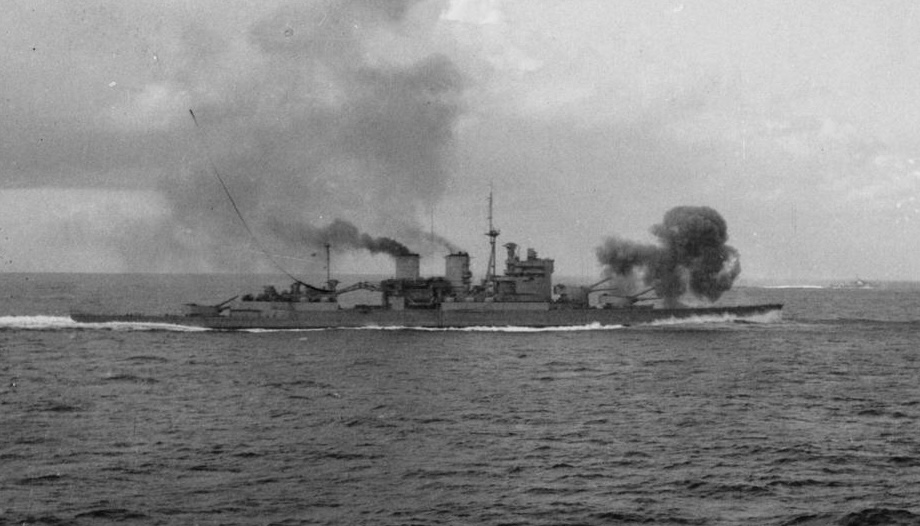
O Renown durante a Batalha do Cabo Spartivento em 27 de novembro de 1940

O navio com o resto da Força H deram cobertura em novembro de 1940 para a porta-aviões HMS Argus enquanto este transportava aeronaves para Malta. No dia 27 a Força H enfrentou uma frota italiana na inconclusiva Batalha do Cabo Spartivento. O Renown bombardeou Gênova em 9 de fevereiro de 1941, mas causou poucos efeitos. A Força H ficou escoltando comboios dentro e fora do Mar Mediterrâneo entre março e maio, quando foi convocada para o Atlântico para ajudar na procura pelo Bismarck. A Força H escoltou mais um comboio para Malta em julho e o navio então retornou para casa no mês seguinte para passar por reparos. Foi transferido para a Frota Doméstica em novembro ao final de seus reparos. Deu cobertura para comboios da União Soviética no início de março de 1942. Tornou-se em 3 de abril a capitânia da Força W, formada para escoltar porta-aviões que levariam aeronaves para Malta em abril e maio.
O Renown retornou para casa, mas em outubro voltou para a Força H a fim de participar da invasão do Norte da África. Transportou Churchill para a Conferência de Quebec no Canadá em setembro, fazendo o mesmo em novembro para a Conferência do Cairo no Egito. Foi transferido em dezembro para a Frota do Oriente no Oceano Índico. Chegou em Colombo no Ceilão no final de janeiro de 1944, tornando-se a capitânia da 1ª Esquadra de Batalha. Participou em abril da Operação Cabine, um ataque aéreo contra as instalações portuárias e petrolíferas em Sabang. Bombardeou instalações japonesas nas Ilhas Nicobar e Andamão entre 30 de abril e 1º de maio. O Renown deu suporte para ataques aéreos contra Surabaia na ilha de Java em 17 de maio, além de um ataque contra Porto Blair em 21 de junho. Um ataque aéreo contra Sabang ocorreu em 25 de julho, seguido por um bombardeio naval. A embarcação bombardeou instalações nas Ilhas Nicobar de 17 a 19 de outubro. Passou por manutenção em Durban na África do Sul de dezembro até fevereiro de 1945 e voltou para o Reino Unido em abril. Passou por uma pequena reforma e foi colocado na reserva em maio de 1945, sendo parcialmente desarmado em julho. O navio sediou um encontro entre o rei Jorge VI e o presidente Harry S. Truman dos Estados Unidos em 3 de agosto. Foi decidido em 21 de janeiro de 1948 descartar o Renown, com ele sendo rebocado para Faslane em 3 de agosto para ser desmontado.